# Karol II Grimaldi
Karol II Grimaldi (ur. 26 stycznia 1555, zm. 17 maja 1589) – senior Monako od 7 października 1581 roku do śmierci. Syn Honoriusza I, seniora Monako i Izabeli Grimaldi (zm. 1583).
Karol II miał trudny i gwałtowny charakter. Popadł w konflikt z Karolem Emanuelem I Wielkim, księciem sabaudzkim. W styczniu 1583 roku zażądał od niego hołdu lennego z połowy Mentonu i Roquebrune. Dynastia Grimaldich tego nie robiła od 1506 r. Karol II zdenerwował się. Emisariusz księcia został aresztowany, a jego nieotwarte listy zostały spalone. 26 kwietnia 1583 rada książęca pozbawiła go tych ziem na rzecz Sabaudii. Interwencja Hiszpanii zapobiegła realizacji tej decyzji.
Karol II bezwzględnie egzekwował prawo morskie. Takie postępowanie sprowokowało gubernatora Prowansji do próby zdobycia Monako. 9 marca 1585 roku trzy statki handlowe z ukrytymi 150 żołnierzami francuskimi i korsykańskimi wpłynęły do portu. Udawali sprzedawców oliwek. Dotarli aż do twierdzy. Próbując ją zdobyć z zaskoczenia, zdemaskowali się. Strażnik wezwał załogę na murach. Obrzucili oni wrogów gradem kamieni i napastnicy zostali odparci.
Karol II Grimaldi nie był żonaty. Zmarł w wieku 34 lat, a jego następcą został jego 26-letni młodszy brat Herkules I.